# Treize-Vents

Treize-Vents este o comună în departamentul Vendée, Franța. În 2009 avea o populație de 1,117 de locuitori.